# 英特尔博物馆
英特尔博物馆（英語：Intel Museum），位于美国加利福尼亚州圣克拉拉的英特尔总部，展出英特尔的产品和历史以及一般的半导体技术。该博物馆除节假日外，于工作日和周六向公众免费开放。该博物馆始建于20世纪80年代初，是英特尔公司记录其历史的一个内部项目。它于1992年向公众开放，后来在1999年进行了扩建，规模扩大了三倍，并增加了一家商店。它有关于半导体芯片如何运作的展品，既有自费展品，也有作为教育项目的预约展品。 
该博物馆使用分立晶体管制作了一个功能齐全的130倍比例的英特尔4004CPU复制品，并在2006年展出。 博物館在工作日和周六開放，節假日除外。

## 画廊

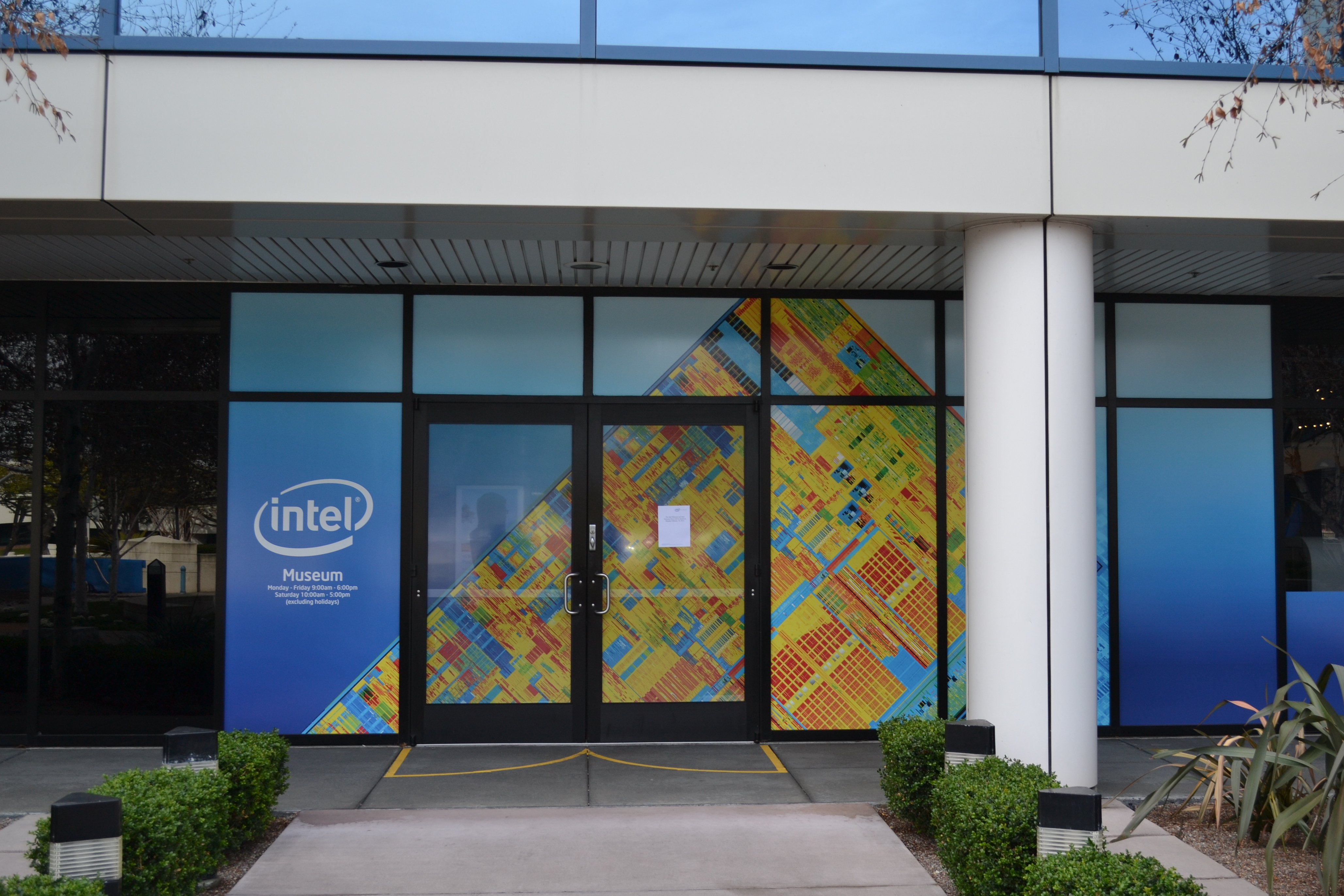
博物馆入口
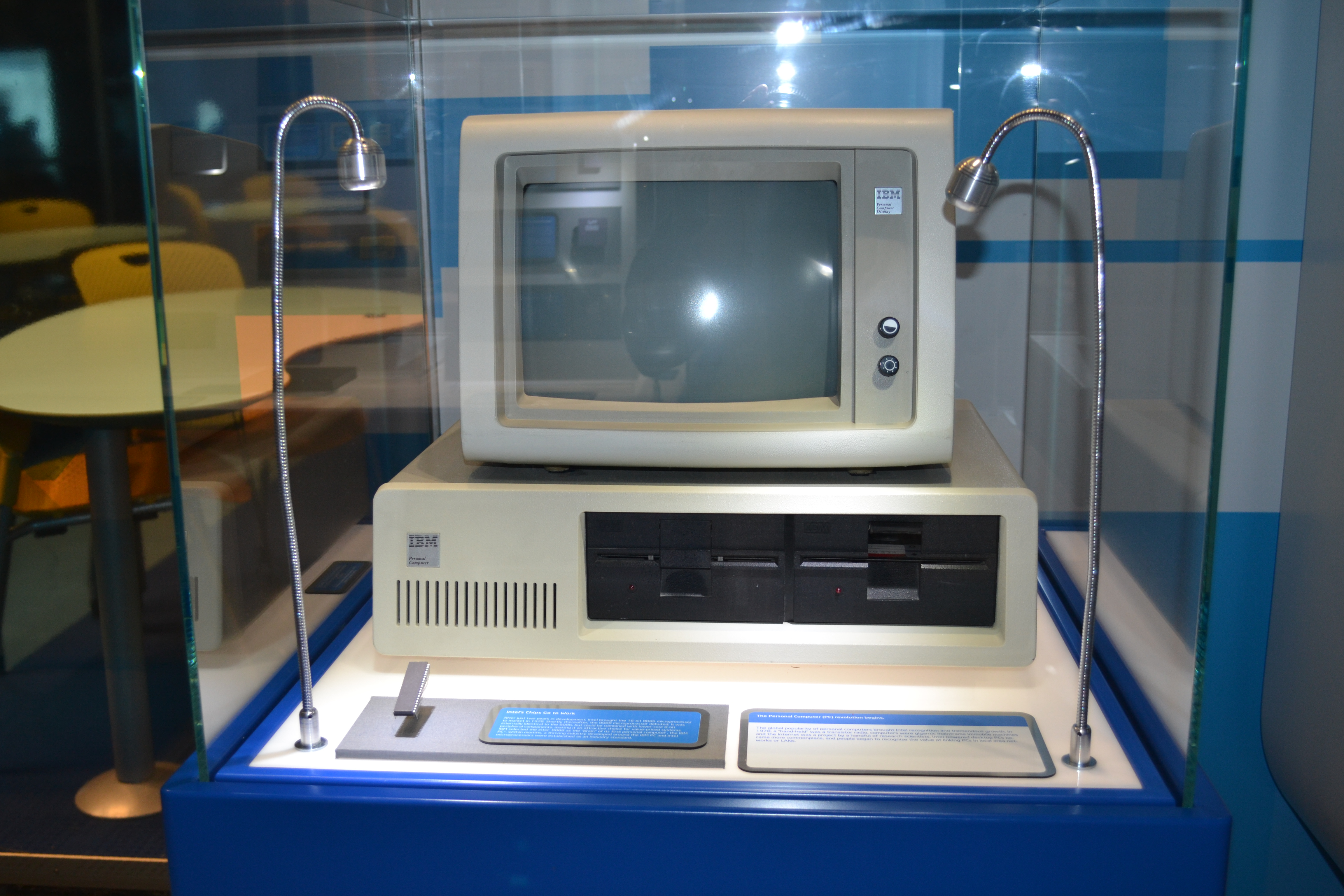
包含Intel 8088微处理器的原始IBM PC
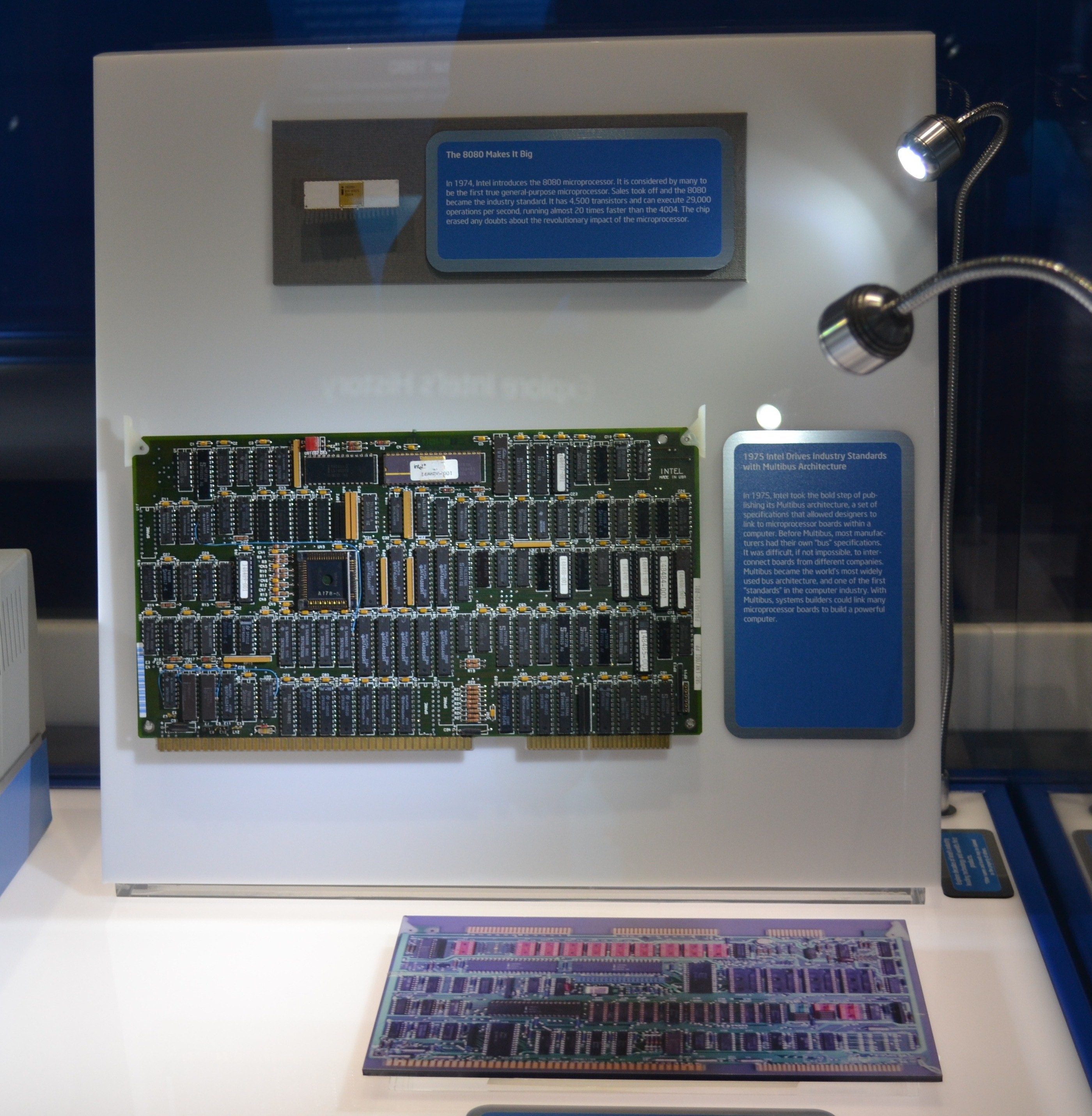
英特尔8080微处理器和微处理器板
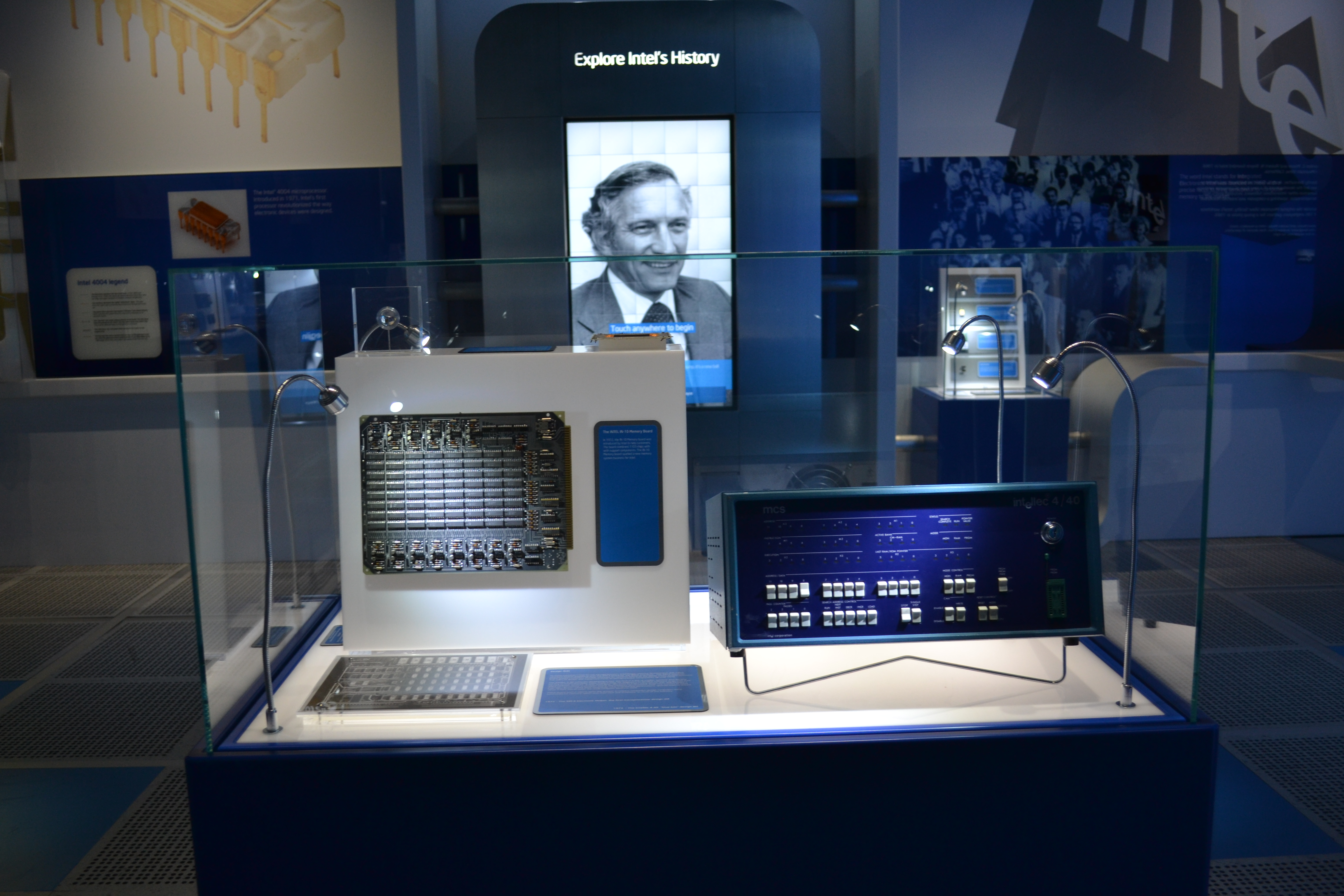
英特尔IN-10内存板
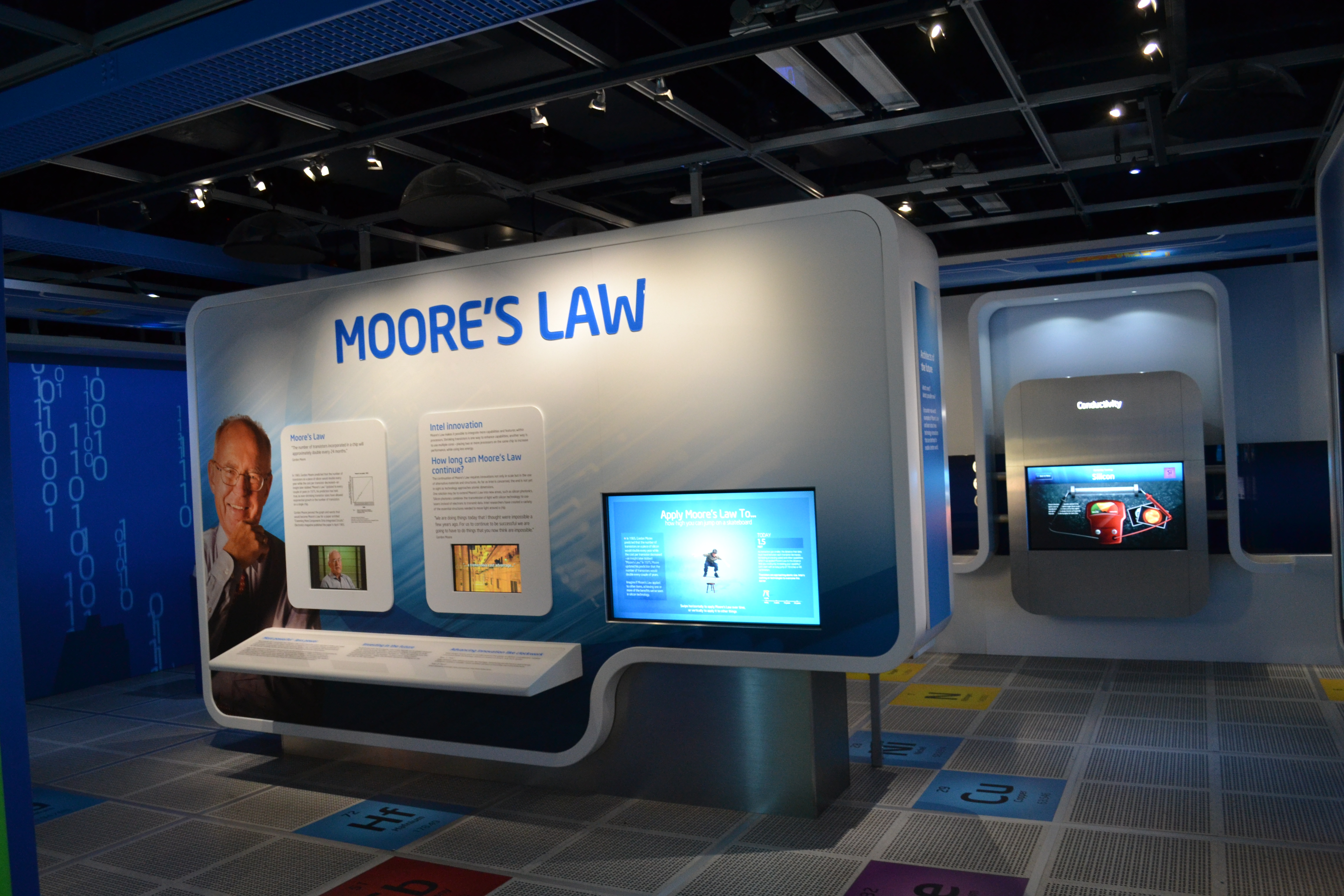
摩尔定律展览
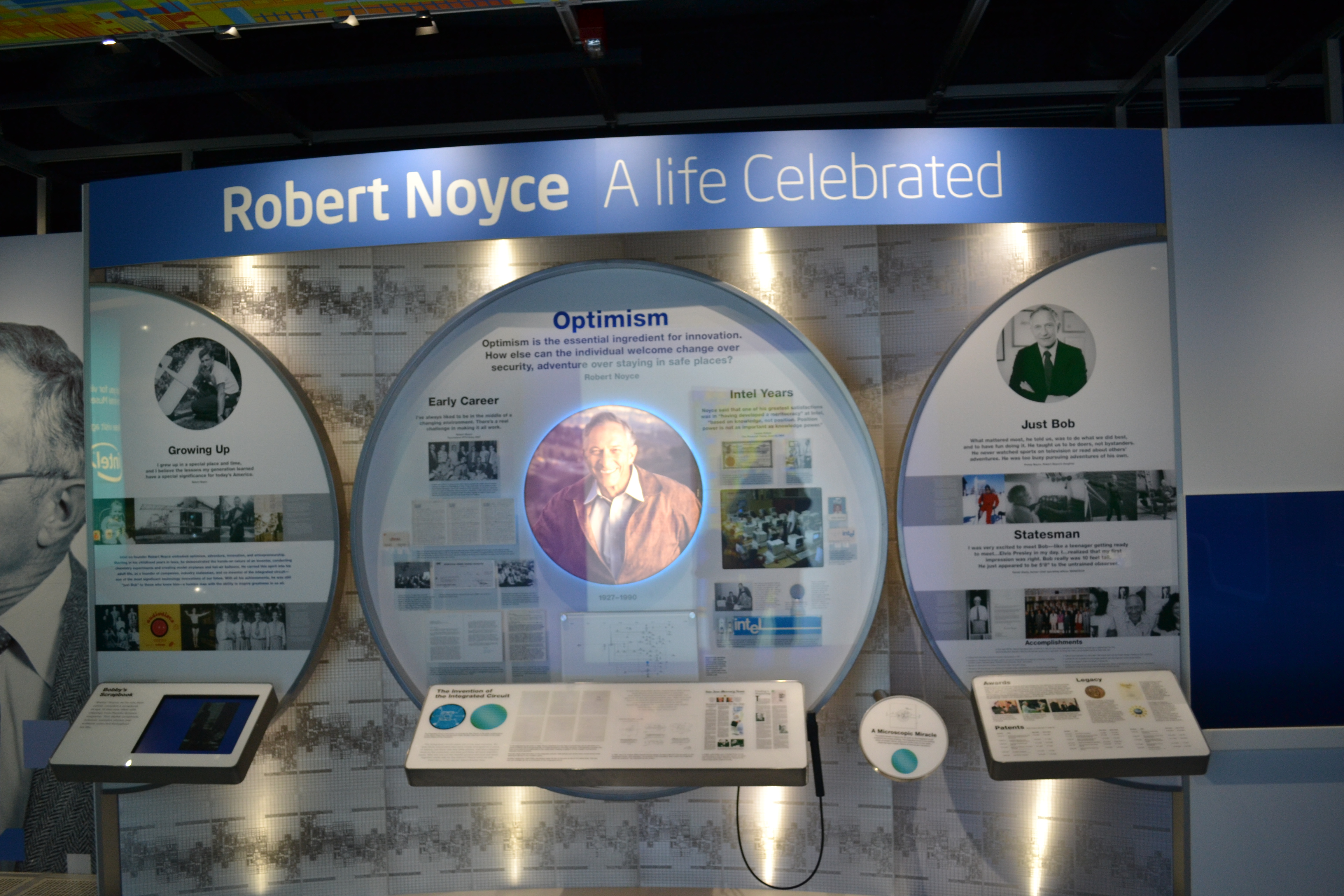
罗伯特·诺伊斯展览
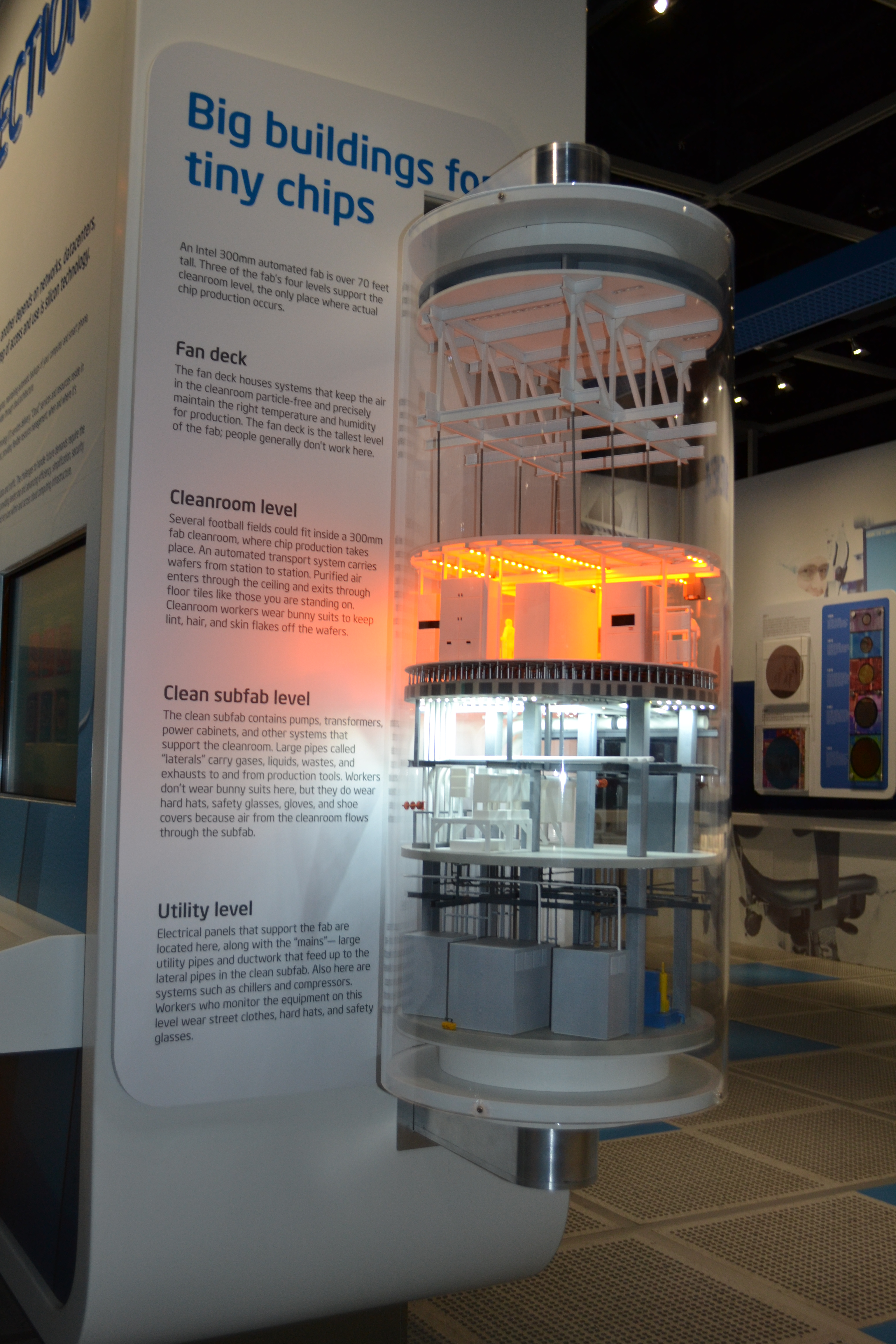
半导体晶圆厂模型
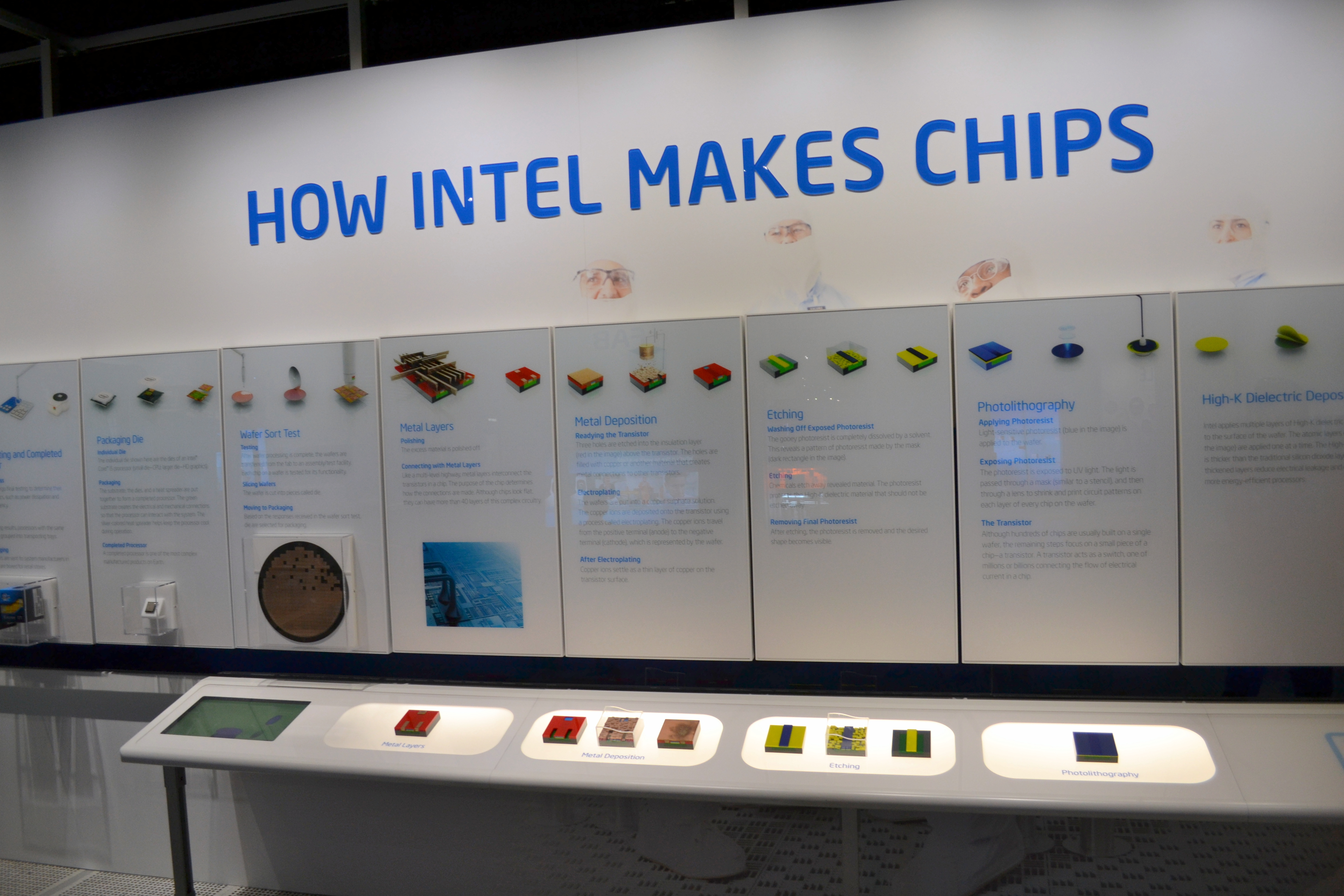
芯片制作过程说明
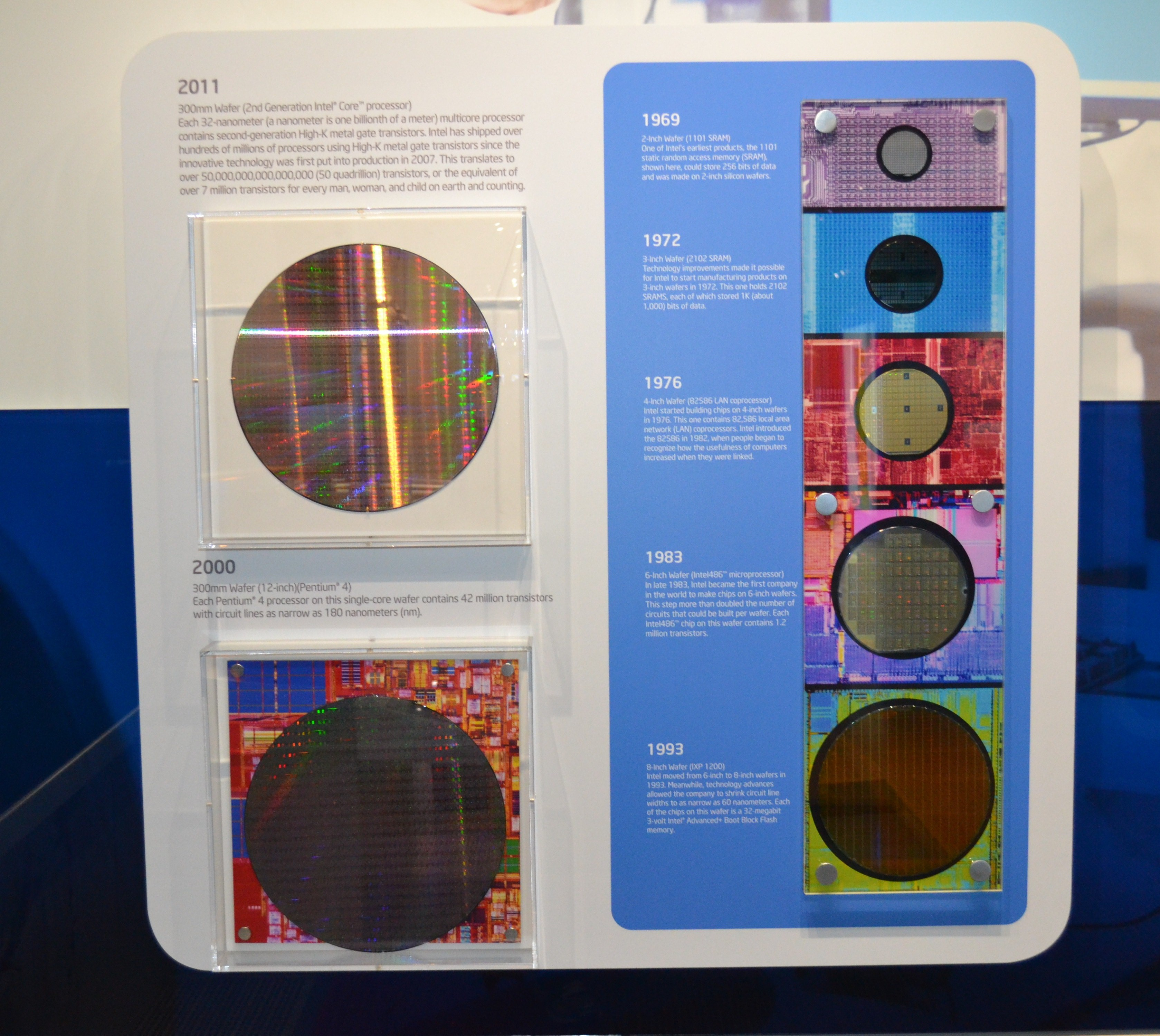
硅晶圆尺寸随着时间的推移逐渐增加
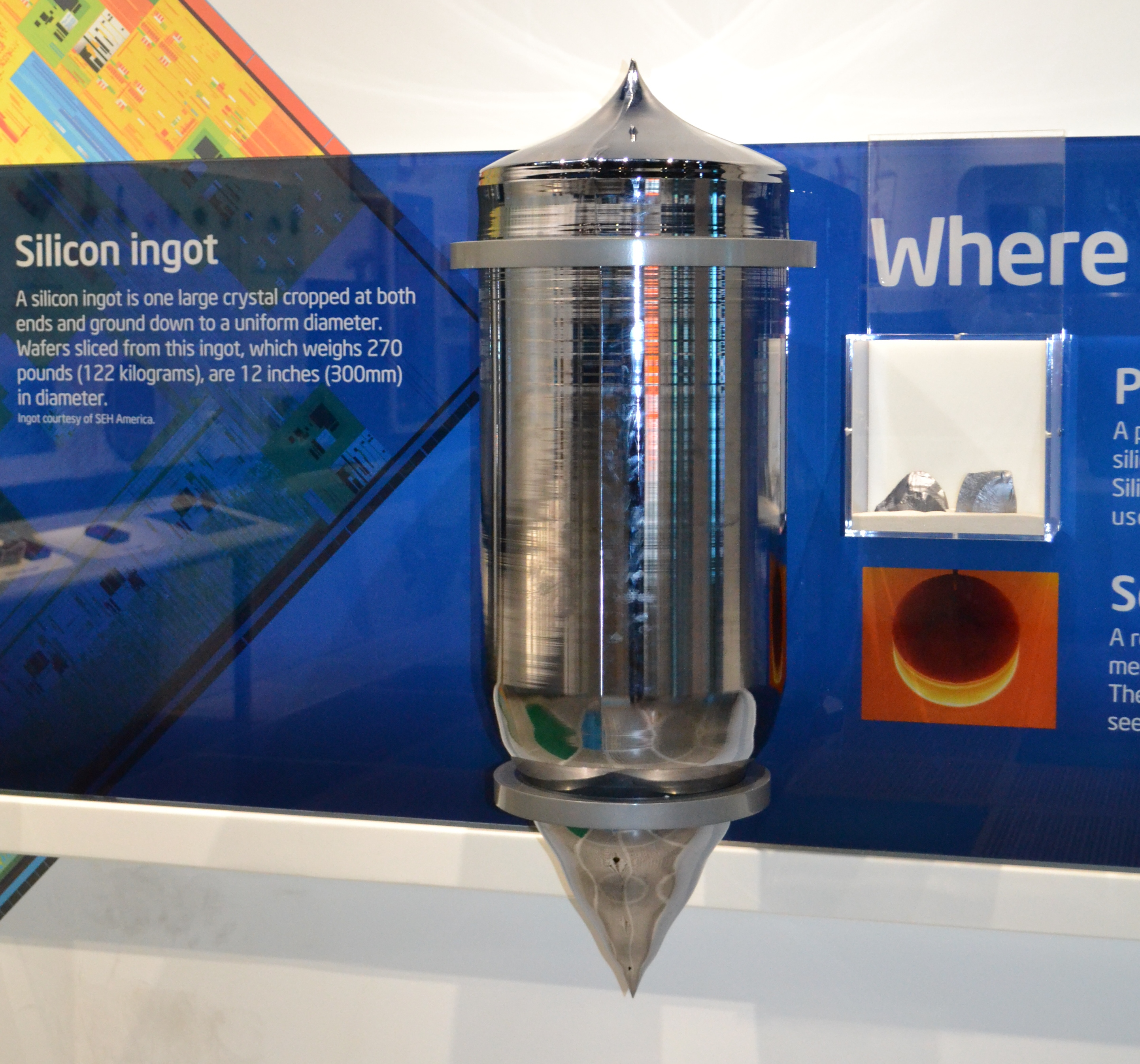
硅锭
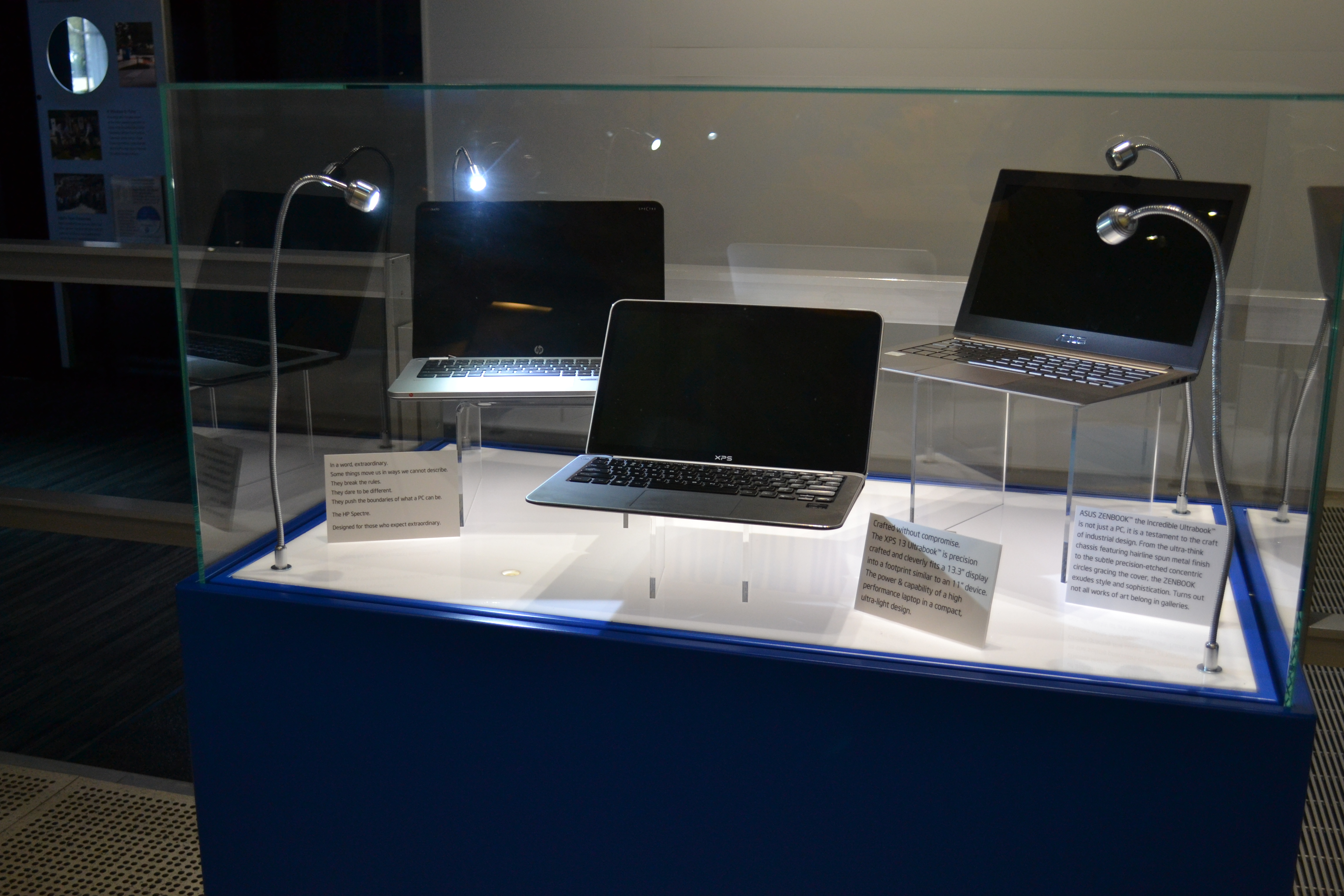
超极本
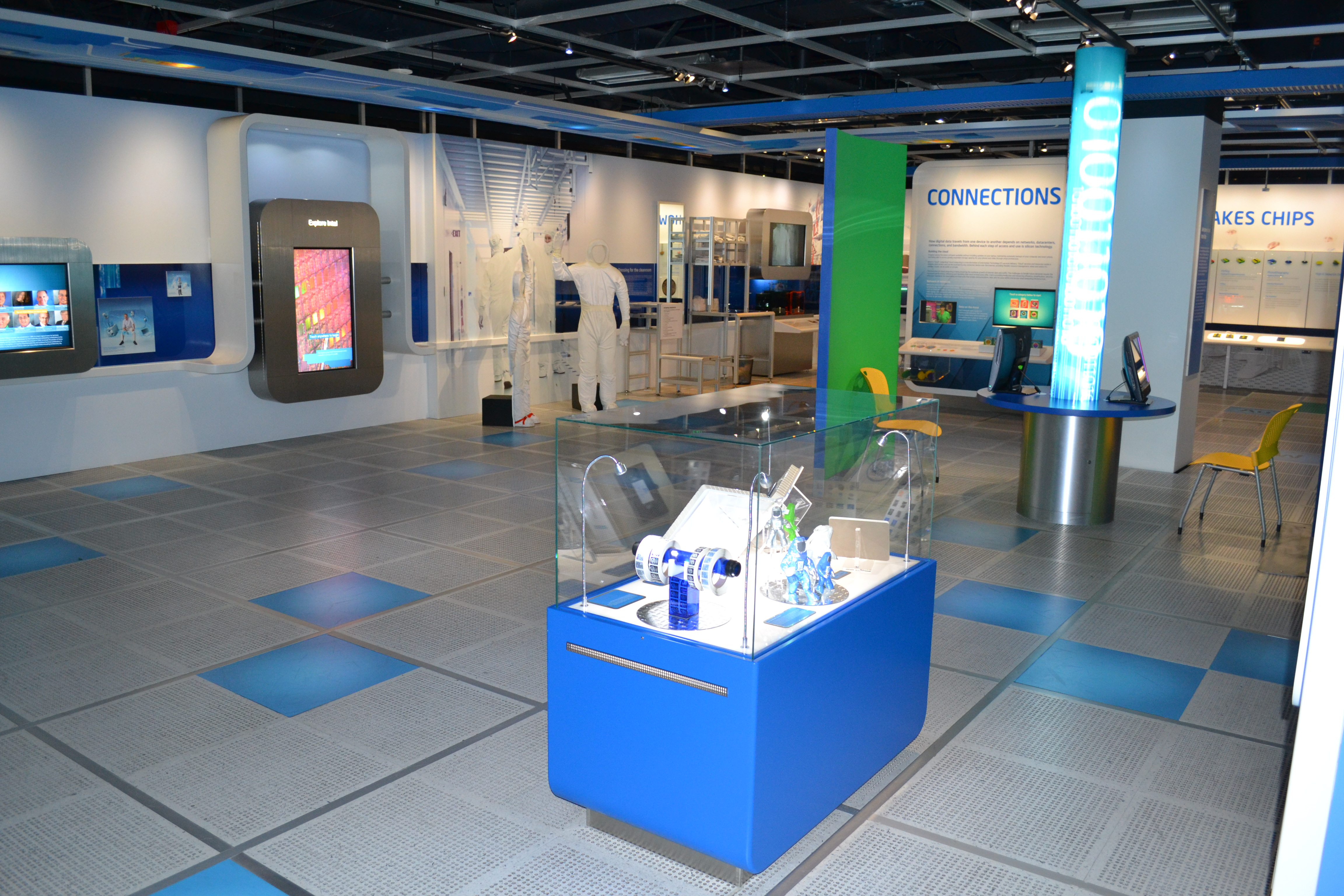
博物馆的另一视角